# Etlingera elatior
El bastó d'emperador (Etlingera elatior) és una planta de la família de les zingiberàcies.

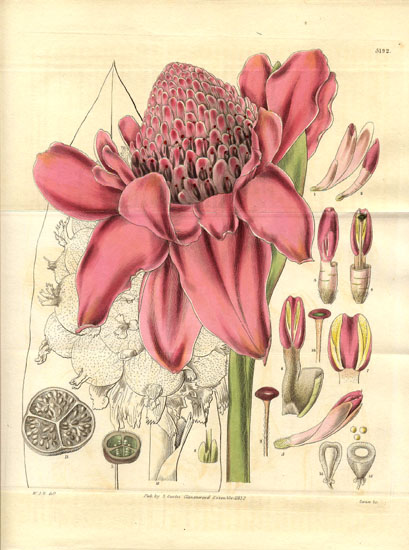
Il·lustració

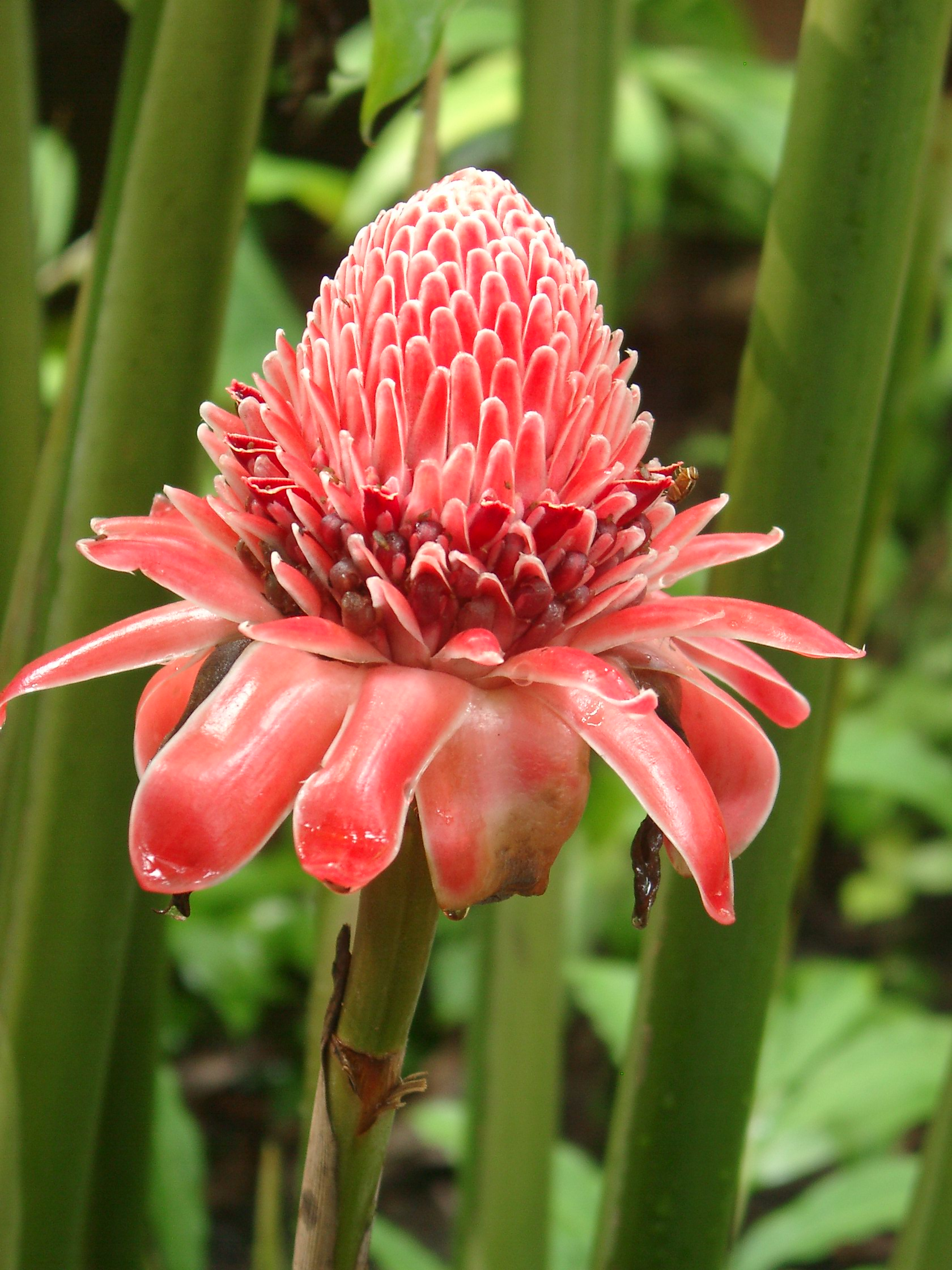
Flor

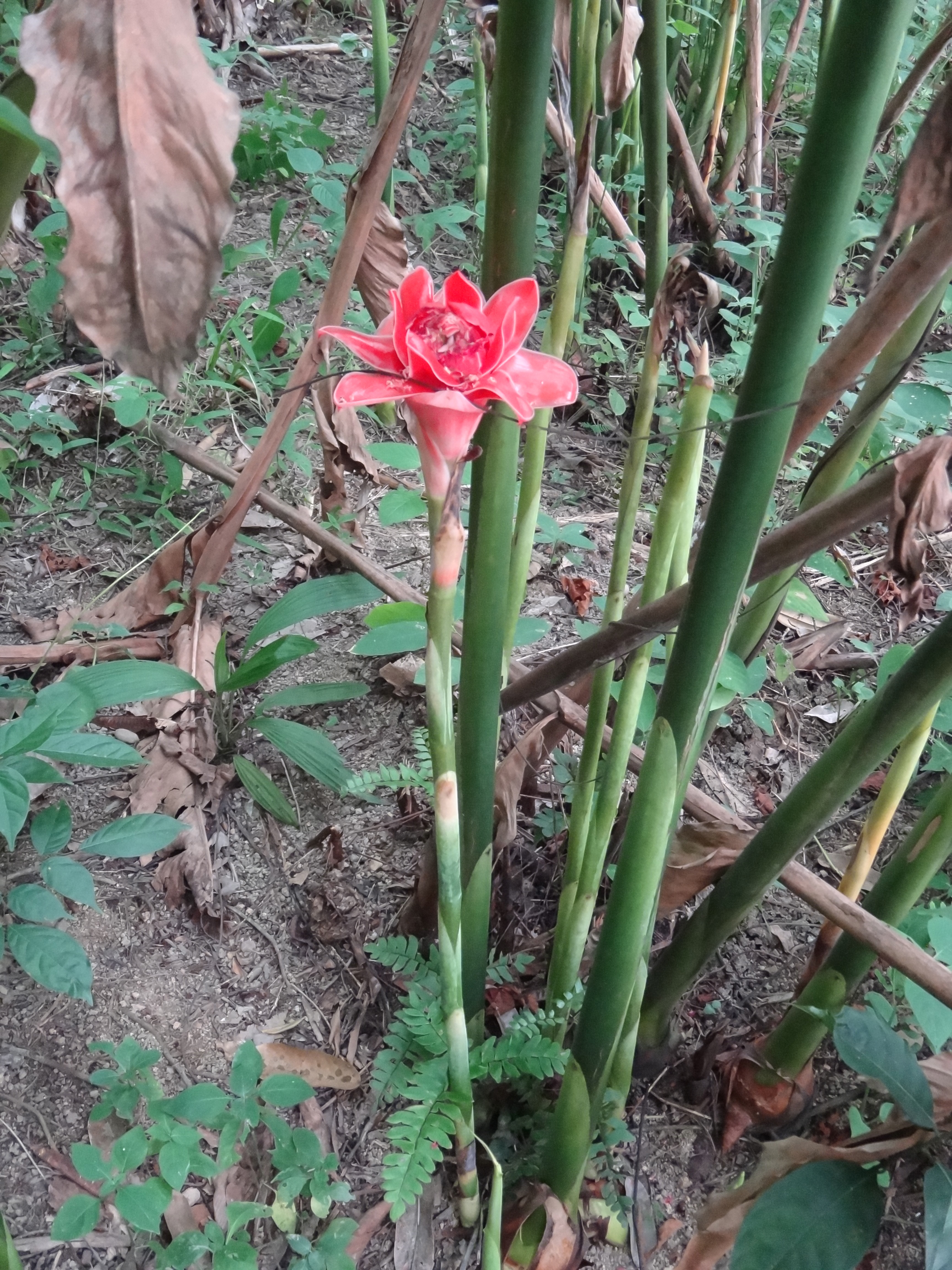
Vista de la planta

## Descripció
Planta apta per a jardins tropicals; les seues fulles oblongues, d'1 m de llarg, tenen pecíols foliars de 6 m com els del bambú. A la primavera, en surt un ram de floretes escarlata vorejades de blanc o daurat, incrustat en un con ceri piramidal de bràctees roig brillant amb marges rosats, que de vegades arriben a 25 cm de diàmetre en obrir-se. La inflorescència neix en un escap de 1,5 m.

## Distribució
Planta originària d'Indonèsia.

## Química
De les fulles d'E. elatior, s'han aïllat tres àcids cafeoilquínics, incloent l'àcid clorogènic (CGA), i tres flavonoides: quercitrina, isoquercitrina i catequina. El contingut de CGA és significativament major que en les flors de Lonicera japonica (lligabosc japonés), la font comercial. S'ha desenvolupat un protocol per produir un extracte estandarditzat d'herbes de CGA a partir de fulles d'E. elatior (40%) així com el CGA comercial d'extractes de flors del lligabosc (25%).
Les fulles d'E. elatior tenen el major efecte antioxidant, antibacterial i d'inhibició de tirosina de les cinc espècies d'Etlingera estudiades. Les propietats antioxidants (AOP) de les fulles són significativament més fortes que les de les flors i els rizomes. Les fulles de les poblacions de les terres altes tenien valors AOP més alts que els seus homòlegs de les terres baixes. L'assecat tèrmic de les fulles provoca descensos dràstics d'AOP, mentre que les fulles liofilitzades en mostren valors significativament més alts. Els extractes etanòlics de les inflorescències tenen activitat antimicrobiana i són citotòxics per a les cèl·lules HeLa. L'activitat antioxidant dels diarilheptanoides aïllats de rizomes és major que en α-tocoferol. E. elatior té un efecte antioxidant contra l'hepatotoxicitat induïda per plom en rates.

## Taxonomia
Etlingera elatior fou descrita per (Jack) R.m.sm. en Notes from the Royal Botanic Garden, Edinburgh 43(2): 244–245. 1986.
Sinonímia
- Achasma yunnanensis T.L. Wu & S.J. Chen
- Alpinia acrostachya Steud.
- Alpinia diracodes Llois.
- Alpinia elatior Jack
- Alpinia javanica (Blume) D.Dietr.
- Alpinia magnifica Roscoe
- Alpinia speciosa (Blume) D.Dietr.
- Amomum magnificum (Roscoe) Benth. & Hook.f. ExB.D.Jacks.
- Amomum tridentatum (Kuntze) K.Schum.
- Bojeria magnifica (Roscoe) Raf.
- Cardamomum magnificum (Roscoe) Kuntze
- Cardamomum speciosum (Blume) Kuntze
- Cardamomum tridentatum Kuntze
- Diracodes javanica Blume
- Elettaria speciosa Blume
- Etlingera elatior var. alba Todam & C.K.Lim
- Etlingera elatior var. pileng Ongsakul & C.K.Lim
- Geanthus speciosus Reinw. exBlume
- Hornstedtia imperialis (Lindl.) Ridl.
- Nicolaia elatior (Jack) Horan.
- Nicolaia imperialis Horan.
- Nicolaia intermèdia Valeton
- Nicolaia magnifica (Roscoe) K.Schum. exValeton
- Nicolaia speciosa (Blume) Horan.
- Phaeomeria imperialis Lindl.
- Phaeomeria magnifica (Roscoe) K.Schum.
- Phaeomeria speciosa (Blume) Koord.[9]